# Classen
Classen er en borgerlig dansk embedsmandsslægt, der føres tilbage til borger i Sønderborg Claus Clausen, hvis søn Johan Clausen (1674-1755), der var organist i sin fødeby, var fader til organisterne Johan Frederik Clasen (1697-1775) i Christiania og Nicolaj Clasen (1699-1767) på Kongsberg. Af disse var Johan Frederik Clasen fader til brødrene, legatstifteren, generalmajor Johan Frederik Classen (1725-1792) og gehejmekonferensråd Peter Hersleb Classen den ældre (1738-1825). Begge brødre døde uden mandligt afkom.
Organist Nicolaj Clasen var fader til gehejmelegationsråd Michael Classen (1758-1835), hvis søn var gehejmekonferensråd Peter Hersleb Classen den yngre (1804-1886), som kun havde en datter, og med hvem slægten derfor uddøde på mandslinjen.